# ジャン＝ピエール・ルスロ
ジャン＝ピエール・ルスロ（仏: Jean-Pierre Rousselot、1846年10月14日 - 1924年12月16日）は、フランスの音声学者、方言学者。実験音声学の祖とされる。
カトリック教会の司祭であり、著作にはしばしば名を「L'abbé Rousselot」と記している。日本ではルスロ神父と呼ばれることもある。
名前はピエールを先にピエール＝ジャン・ルスロと書かれることもある。

## 生涯と業績

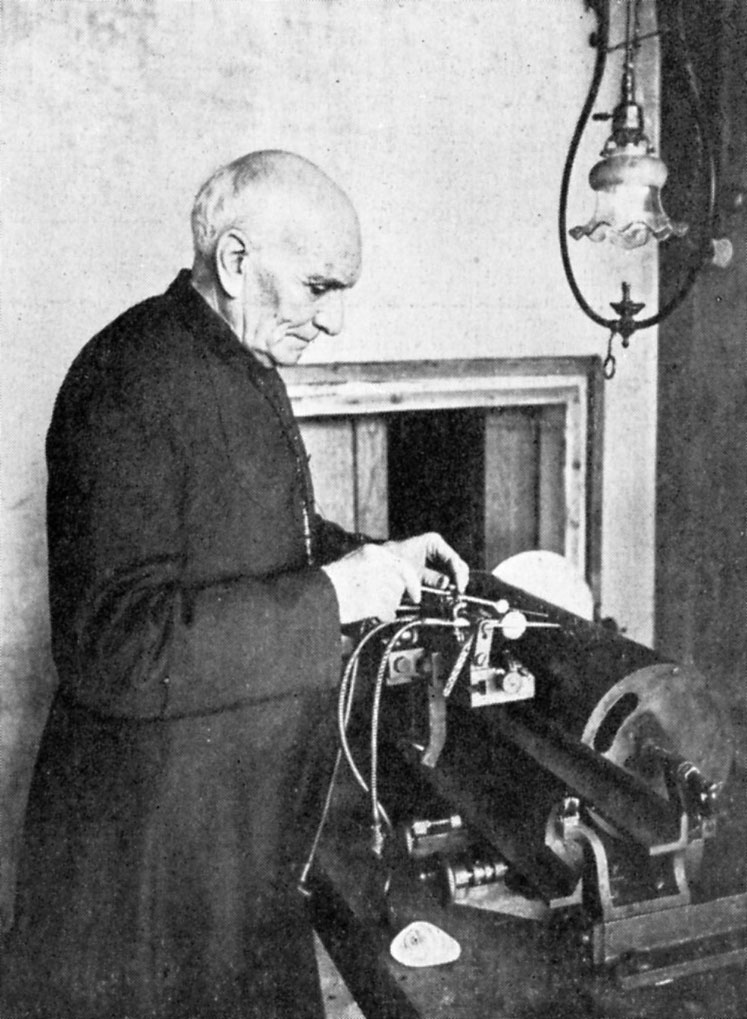
1924年のルスロ

ルスロはシャラント県のサンクローで生まれた。同県リシュモンの神学校で教えつつ、方言調査を行った。
1887年にジュール・ジリエロンと共同で方言学の雑誌『Revue des patois gallo-romans』を創刊した。第一号に載せた音声記号はルスロが考案したもので、ジリエロンの『フランス言語地図』やモーリス・グラモンの『音声学概論』でもこの記号が使用されている。
1887年からパリ・カトリック大学でフランス語史を教えた。彼のために同大学に1889年に実験音声学研究室が新設された。1892年に方言研究で博士号を得た。1895年にはパリ言語学会の会長をつとめた。1897年にコレージュ・ド・フランスに実験音声学の研究室が作られるとそちらに移った。
ルスロはカイモグラフや人工口蓋を用いて各地の方言やさまざまな言語を調査した。また、聴覚障害の研究も行った。
第一次世界大戦中には敵の砲声を追跡する技術を開発した。
主著に『実験音声学の原理』(Principes de phonétique expérimentale、1897年・1901年)がある。フランス語の音声の概要を記した『Précis  de Prononciation Française』（共著）は、ダニエル・ジョーンズの『Outline』に影響を与えた。
1912年にはアイヌ語の音声についての論文を書いている。